# Viktor Ljung
Viktor Ljung, född 19 april 1991, är svensk fotbollsspelare som senast spelade för Halmstads BK.

## Karriär
Ljungs moderklubb är IS Örnia. Han lämnade som 12-åring sin moderklubb för Halmstads BK. Ljung debuterade i Allsvenskan för Halmstads BK under säsongen 2010. I december 2013 förlängde han sitt kontrakt med HBK.
I december 2015 värvades Ljung av Helsingborgs IF. Efter säsongen 2017 lämnade han klubben.
I februari 2018 skrev Ljung på ett tvåårskontrakt med norska Levanger FK. Inför säsongen 2019 värvades han av IFK Värnamo. Den 30 november 2019 återvände Ljung till Halmstads BK, där han skrev på ett tvåårskontrakt. Ljung missade säsongen 2020 efter att ha åkt på en korsbandsskada i februari. Efter säsongen 2021 lämnade han Halmstads BK.